# Tom Angelripper
Tom Angelripper, pseudonimo di Thomas Such (Gelsenkirchen, 19 febbraio 1963), è un cantante e bassista tedesco.
È il membro fondatore e il principale compositore della thrash metal band tedesca Sodom, con il doppio ruolo di cantante e bassista.
La principale fonte di ispirazione del musicista tedesco sono i Motörhead di Lemmy Kilmister, sua band preferita, i Venom e i Tank. Tutti questi gruppi sono accomunati dal fatto di essere dei power trio dove il bassista funge anche da cantante, esattamente come nei Sodom (per la maggior parte della loro carriera).
 Angelripper formò i Sodom nel 1982 e riuscì subito a imporre il proprio combo sulla cresta dell'onda della nascente scena thrash germanica (insieme ai Kreator e ai Destruction la "triade teutonica" che negli anni '80 rivaleggiava in fama con i "Grandi Quattro" del thrash usa - Metallica, Megadeth, Slayer e Anthrax). Tom è sempre stato il punto focale della band, sia in fase esecutiva che compositiva anche se la critica giudica fondamentale l'apporto di Frankie Blackfire, soprattutto nella fasi di passaggio dall'originale sound "blackeggiante" (condito con tematiche sataniche) a un sound più propriamente "thrash" (accompagnato da testi sociali, politicizzati e attinenti alla storia militare, soprattutto sulla Guerra del Vietnam). Nel corso della sua carriera Tom ha fondato un'altra band, chiamata Onkel Tom Angelripper, specializzata nel realizzare gustose "cover" riarrangiate (in versione metal) di canzoni popolari tedesche, canti da birreria e persino carole natalizie. Inoltre ha lavorato, insieme al chitarrista turnista Alex Kraft, al side project Dezperadoz, suonando canzoni ispirate al genere cinematografico degli spaghetti western, molto popolare in Germania. Ultimamente la band, dove Tom ha limitato il suo contributo, ha lievemente cambiato il suo nome in Dezperadoz, continuando però il suo percorso stilistico.

## Discografia

### Come Onkel Tom Angelripper

#### Album in studio
- 1996 - Ein schöner Tag...
- 1998 - Ein Tröpfchen voller Glück
- 1999 - Ein Strauß bunter Melodien
- 2000 - Ich glaub´nicht an den Weihnachtsmann
- 2011 - Nunc Est Bibendum
- 2014 - H.E.L.D.

#### EP
- 2004 - Bon Scott hab' ich noch live gesehen

#### Raccolte
- 1999 - Das blaueste Album der Welt!

#### DVD
- 2004 - Lieder die das Leben schreibte